# 内川聖一
内川 聖一（うちかわ せいいち、1982年8月4日 - ）は、大分県大分市出身の元プロ野球選手（外野手・内野手、右投右打）、野球解説者・野球評論家。
妻は元フジテレビアナウンサーの長野翼。
NPBにおける右打者史上最高打率記録保持者（.378、2008年）、史上2人目の両リーグでの首位打者及び最多安打獲得者、歴代4位タイ（右打者としては落合博満と並び1位タイ）の7年連続打率3割達成者、通算で8回の打率3割達成者（歴代14位タイ）であるなど、日本球界を代表するアベレージヒッター。
クライマックスシリーズ（CS）では安打、本塁打の通算記録で歴代1位、打点で歴代2位を記録し、最多となる3回のMVPを受賞。日本シリーズでもMVP1回、優秀選手賞1回を受賞するなど「短期決戦の鬼」「ミスター短期決戦」の異名をもつ。

## 経歴

### プロ入り前
父親が大分県立国東高等学校の野球部の監督を務めていた頃の教え子が吉田豊彦であり、子供の頃からの知り合いだった。子供の頃にプロ野球に興味を持った最初の球団は、吉田が入団した南海ホークスで、南海ホークスのユニフォーム型のパジャマを着ていた。
大分県立大分工業高等学校時代は、1年生の秋に骨に穴があく骨嚢腫により左かかとを3回に亘って手術し3か月の入院生活を送りながらも、通算43本の本塁打を記録した。3年夏の高校野球大分大会には主将として遊撃手で出場したが、決勝戦で中津工業高校に1安打に封じられて0対4で敗れ、甲子園には出場できなかった。
2000年11月17日に行われたプロ野球ドラフト会議で横浜ベイスターズから1巡目指名を受けて入団。広島東洋カープも指名予定だったが、当時足に故障を抱えていたため、内川はヘッドコーチの大下剛史主導による広島の猛練習に不安を感じていたとされ、もし広島から指名された場合は入団を拒否して進学すると決めていた。ちなみに横浜との入団契約の際には、故障の治療を保障する条件が盛り込まれている。後に2017年の日本シリーズで福岡ソフトバンクホークスの選手としてベイスターズと対戦した後の手記に、「プロでやれる自信もなかったし、大学に行けば4年夏にアテネ五輪を迎えることができた。当時の代表は全員がアマチュア選手による編成。縦じまで、左胸に日の丸が入ったユニホームを着たいという夢があった。ただ、プロで通用しなかったとしても大学には入れるけど、大学に行ってもプロになれるとは限らない。そう思ってプロ入りを決断した。横浜が足の病気を理解してくれていたことも大きかった。」という趣旨を書いている。担当スカウトは岩井隆之。入団時の背番号は「25」。

### 横浜時代
2001年は3試合ながら一軍出場を経験。7月20日に東京ドームで行われたフレッシュオールスターゲームに遊撃手として途中出場し、7回に佐竹健太から二塁打を打ち、得点も記録した。二軍ではイースタン・リーグ3位となる四球47を記録した。
2002年から背番号を「2」に変更し、代打として42試合に出場。70打席ながら打率.333、2本塁打と結果を残した。二軍では7月11日に長野オリンピックスタジアムで行われたフレッシュオールスターゲームに2年連続で選出され、5番三塁手で先発出場し、藤川球児から安打を打ち得点も記録。7回から二塁手で出場した。
2003年のキャンプ中、突然右目の視力が極端に悪くなり、開幕一軍を逃す。シーズン途中に再調整のため降格した石井琢朗に代わり、5月から2番・遊撃手のレギュラーに定着するが、原因不明の体調不良が続いて右手の握力が弱くなり、ボールを握ることすらできなくなったため、6月に登録抹消。9月に再昇格した後は二塁手として起用され、打率.313の好成績を残した。体調不良の原因は、アゴが右側に曲がって頚椎の神経を圧迫していたことだったと判明。契約更改では顎の整形代という理由で年俸を微増されたが結局整形はせず、奥歯の噛み合わせを矯正することで解消した。
2004年は7番・二塁手として初めて開幕スタメンに起用され、1年を通じて二塁手での先発出場が多くなったものの、2005年は二塁手は種田仁の起用が多く、代打での出場が多くなった。
この頃について、内川は2017年日本シリーズ後の手記で「5年目ぐらいまでは毎日必死だった。レギュラーをつかみかけては離す。そんなことが続くうちに、他球団では同い年の中島裕之や片岡治大が活躍し始め、置いていかれる感覚があった。」と書いている。
2006年は二塁手の種田が不振に陥ったが、内川自身の送球難から左翼手や一塁手に回ることも多かった。初めて100試合出場と100安打を達成したが規定打席には届かなかった。
2007年は本格的に外野手へ転向し、右翼手に固定された。開幕から結果が出ず二軍降格も味わったが、再昇格後の8月には打率.448を記録し、復活を印象付けた。同シーズンはプロ入り後初めて、シーズンを通して外野手を務めた。
2008年は開幕から打撃好調で4月末に一塁手のレギュラーに定着。打率が4割を超える時期も長く、オールスターゲームにも監督推薦で初出場し、2試合を通じて5打席連続安打を記録するなど活躍、マツダ・ビアンテ賞を獲得した。後半戦も好調を維持し、右打者としては1999年のロバート・ローズを抜き、日本人選手のセ・リーグ記録も更新する打率.378を記録（従来は1951年、読売ジャイアンツの川上哲治の.377）。自身初の首位打者に輝いた。同シーズンは最多安打（189安打）、最高出塁率（.416）のタイトルも獲得した他、得点圏打率は両リーグトップの.449を記録した。同年の横浜は勝率.338で「チーム勝率より高い打率での首位打者」は岡村俊昭以来64年振りで、2023年シーズン終了時点でも戦後唯一という珍記録である。
2009年は開幕前の3月に開催された第2回ワールド・ベースボール・クラシック(WBC)の日本代表に選出された（上記「日の丸のユニホーム」を着る夢もかなった）。同大会では第1ラウンド2回戦の対韓国戦に6番・一塁手として先発出場。金廣鉉から三塁線を破る2点適時二塁打を打ち、勝利に大きく貢献した。第2ラウンド1位を決める対韓国戦でも、先制された直後に張洹三から同点本塁打を打った。決勝の韓国戦では6番・左翼手として出場し、5回裏の守備では高永民が打った鋭い当たりをスライディングで好捕し、正確な送球で二塁でアウトにする好プレーを見せた。打撃でも3安打と活躍し、10回表に先頭打者として右前安打を打ち、走者として決勝点のホームを踏んだ。同大会では主に左投手相手に起用され、大会成績は6試合出場で打率.333（18打数6安打）、1本塁打であった。

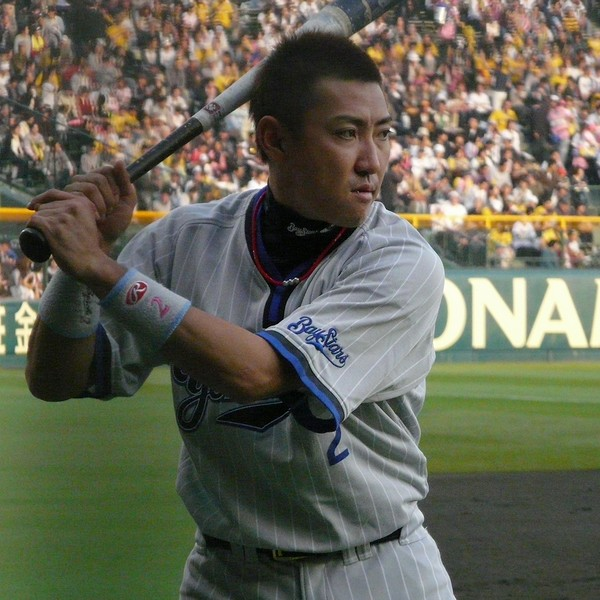
横浜時代（2009年、阪神甲子園球場）

シーズンでは同じく日本代表に選出された村田修一が大会期間中の3月30日に右脚を故障したため、内川が開幕4番を務め全打順での試合出場を達成。アレックス・ラミレスと最後まで首位打者争いを繰り広げ、最終的にリーグ2位の打率.318を記録した。この年加入したダン・ジョンソンが一塁で起用されていたため、同年は主に左翼を守った。
ただ、内川はこの頃の心境について2017年の手記で「レギュラー、主力と立ち位置が変わるにつれ、自分の成績だけでは満足できずイライラが募り始めた。だけど誰も、チームが強くなるすべを知らない」と書いている。
2010年3月24日にフジテレビアナウンサーの長野翼と結婚した（同年シーズンオフの12月18日に挙式）。6月3日に国内FA権を取得。6月15日の対福岡ソフトバンクホークス戦で、小椋真介から自身初の満塁本塁打を打った。当初は主に3番一塁手としての出場が多かったが、シーズン途中に加入したブレット・ハーパーが一塁しか守れなかったため、シーズン後半は1番・右翼手での出場が中心となる。最終的にリーグ3位の182安打を記録し、自身初めての全試合出場、3年連続打率3割を達成した。この年、10月2日の対巨人戦第23回戦（東京ドーム）第2打席、無死一・二塁の場面で打った三塁ゴロによりトリプルプレーを喫している。シーズン終了後の11月8日、国内FA権行使を表明。ソフトバンクと広島東洋カープが獲得に名乗りを上げ、両球団と交渉を行った末12月1日にソフトバンクへ移籍することを表明した。

### ソフトバンク時代
2010年12月6日、福岡ソフトバンクホークスと正式に契約を交わし、同じくFA加入した細川亨とともに入団会見を行った。契約内容は4年契約で総額5億6000万円から13億6000万円（金額は推定）の間での変動制で、背番号は第2回WBCでも着用した「24」。
2011年は、4月に打率.397、安打・塁打（38）でリーグトップ、打点・二塁打（5）でリーグ2位タイ、長打率（.603）でリーグ3位の好成績を残し、自身2度目となる月間MVPを獲得した。さらに交流戦では打率 .326（交流戦6位）・20打点（交流戦4位）・4本塁打（交流戦7位タイ）、長打率.554（交流戦2位）と活躍し、交流戦の優勝に貢献。MVPも獲得した。度重なる左足腿のケガに悩まされ一軍登録抹消やベンチ入りしながら代打出場にとどまる試合がありながらも、規定打席に到達。首位打者を事実上確定させた後も最終戦まで出場を続け、打率.338で自身2度目、江藤慎一（中日・ロッテ）以来史上2人目のセ・パ両リーグでの首位打者を獲得した。オフに背番号をこの年限りで現役を引退した柴原洋の「1」に変更。
2012年6月5日に球団のTwitterで、5日に夫人が女児を出産したことを発表した。6月は月間打率.128と苦しんだが、7月からは打率.346で、5年連続となる打率.300を記録し、最多安打のタイトルを獲得した。契約更改では、現状維持の1億7000万円（金額は推定）で更改した。
2013年2月20日に第3回WBCの日本代表28名に選出された。3月24日のオランダ戦では、2回表に今大会初の本塁打を打ち、チームの勝利に貢献した。しかし準決勝のプエルトリコ戦では、2点ビハインドの8回裏一死一・二塁の場面で投球直後に一塁走者だった内川が走ったものの、二塁走者だった井端弘和が二塁ベース上に留まっていたため、一・二塁間の挟殺プレーでアウトとなりチームの準決勝敗退の一因となった。
シーズンでは、4月29日の対千葉ロッテマリーンズ戦で吉見祐治から史上267人目となる通算100号本塁打を打った。8月は打率.350・5本塁打・21打点を記録し通算3度目となる月間MVPを受賞。本塁打（19本）・打点（92打点）は自己最高を記録、打率も6年連続となる3割越えを記録する活躍で3年連続5度目のベストナインを受賞した。この年の契約更改では、4年契約の3年目であったが、球団はこの契約を結び直す形で新たに2014年からの4年契約を提示、内川もこれに合意した。
2014年も、7月には打率.330・20打点を挙げる活躍で自身4度目の月間MVPを受賞するなど、打撃好調でリーグ優勝、CS制覇、日本シリーズ優勝に大きく貢献した。日本シリーズではMVPを獲得した。オフの10月9日に日米野球2014の日本代表に選出された。
2015年3月24日、福岡ソフトバンクホークスのキャプテンに就任する。キャプテン制を敷くのは2012年シーズンの小久保裕紀以来で、球団の福岡移転後では、秋山幸二（1999年～2002年）、小久保裕紀（2009年～2012年）に次いで歴代3人目となる。同年から監督に就任した工藤公康は、前年全試合で4番を打った李大浩の打点量産を期待して5番で起用しており、内川は4番打者として起用された。打率は.284で8年連続打率3割はならなかったが、キャプテン・4番打者として優勝に大きく貢献した。
クライマックスシリーズファイナルステージでは3試合連続で決勝適時打を打ち、2011年に続く2度目のMVPを獲得した。しかし、東京ヤクルトスワローズとの日本シリーズ開幕前に肋骨骨折が発覚し、欠場せざるを得なくなった。だが、チームは内川不在（四番代役は李が務めた）を感じさせない試合運びで第3戦以外を勝利し、4勝1敗で2年連続となる日本シリーズ優勝となった。
10月9日には第1回WBSCプレミア12の日本代表最終ロースター28名に選出されたが、11月1日に前述の怪我のため辞退した。12月22日に契約更改交渉に臨み、4年契約の3年目を3000万円増の年俸3億3000万円プラス出来高払い（金額は推定）でサインした。
2016年7月20日、第二子となる男児が誕生したと報じられた。同年は李大浩の退団により本格的に一塁手へ転向（選手登録は外野手のまま）。この年も4番に固定され、141試合の出場で2年ぶりの3割台となる打率.304を記録し、自身初の100打点超えとなる106打点を記録した。オフの10月18日に「侍ジャパン 野球オランダ代表 野球メキシコ代表 強化試合」の日本代表に選出された。
2017年1月28日に第4回WBCの日本代表メンバーに選出される。ところが2月25日、所属チームであるソフトバンクとの練習試合で一塁守備の際に打者走者の斐紹と交錯し、負傷交代する。同日、宮崎市内の病院でX線検査・MRI検査を受けた結果、脱臼や骨の異常はなく「右肩打撲」と診断された。その後は問題なく試合に出場し、3月14日の対キューバ代表では8回に代打で登場し勝ち越しとなる犠飛を打って勝利に貢献する。
レギュラーシーズンでは、3月31日の開幕戦（対ロッテ戦）に「4番・一塁手」で先発出場しシーズン初安打を記録すると、4月2日の同カード第3戦ではシーズン第1号となるソロ本塁打を打つなど、WBC出場の影響をみせず、4月25日には対北海道日本ハムファイターズ戦の試合前練習で左手甲に打球が当たり打撲するアクシデントがあったが、この日2安打を記録するなど3月・4月は打率.340・5本塁打の好成績でスタートする。その後も5月25日の対ロッテ戦で移籍後初の3試合連続本塁打を打つなど好調を維持していたが、6月2日のセ・パ交流戦（対横浜DeNA戦）の打席でスイングした際に首の左側を痛めて負傷交代し、翌3日に一軍出場選手登録を抹消された。その後の検査で頸椎捻挫と診断されリハビリ組での調整となったが、6月27日に一軍復帰し、6月29日の対日本ハム戦で先制となる適時打を打った。7月14日・15日両日に開催されたマイナビオールスターゲーム2017では、アルフレド・デスパイネとともに選手間投票で選出され、14日の第1戦で決勝打を含む2安打を打ち、4年ぶり2度目のオールスターゲームMVPを獲得する。しかし、オールスターゲーム後の7月23日の対ロッテ戦で一塁の守備で打球を処理した際に左手を負傷。腫れが引かなかったため、25日に仙台市内の病院でMRI検査・CT検査を受けた結果、「左手母指基節骨尺側基部の剥離骨折で全治6週間の見込み」と診断され、離脱を余儀なくされた。シーズン終盤の9月30日、対オリックス・バファローズ戦でようやく一軍復帰し、適時打を打ったが、レギュラーシーズンは怪我の影響もあって73試合出場と10年ぶりに出場100試合を割り、同じく10年ぶりに規定打席到達とシーズン100安打も逃すなど、レギュラーに定着した2008年以降では最低の成績に終わった。本塁打は12本と2桁に乗せたものの、確実視されていた通算2000本安打の達成は持ち越しとなった。怪我による長期の離脱期間はあったが、シーズン前半の活躍で2年ぶりのリーグ優勝に貢献した。
東北楽天ゴールデンイーグルスとのクライマックスシリーズファイナルステージでは、第1戦から第4戦まで4試合連続で本塁打を打つ活躍を見せ、自身通算3度目のMVPを獲得。古巣・横浜DeNAとの日本シリーズ第6戦では、9回一死の場面で山﨑康晃から同点となるソロ本塁打を打つ活躍で優秀選手に選ばれた。
オフの12月18日に契約更改交渉に臨み、このシーズンで4年契約は満了となったが、新たに2018年シーズンからの2年契約、5000万円アップの年俸4億円プラス出来高（金額は推定）で契約合意に達した。
2018年、この年から正式に内野手登録となった。5月9日の対埼玉西武ライオンズ戦（メットライフドーム）で武隈祥太から中前打を放ち、NPB史上51人目の通算2000安打を達成した。同5日の対オリックス戦（福岡ヤフオク!ドーム）で王手をかけてから14打席連続無安打と足踏みしていた中での達成となった。ホークス球団の選手としては前身の南海・ダイエーを含めて史上7人目で、35歳9か月での達成は1970年の野村克也（35歳3か月）に次ぐ球団史上2番目の年少記録となった。 また初出場から1800試合目での記録達成は榎本喜八（1830試合）を抜いて歴代9位、右打者としてはアレックス・ラミレス、長嶋茂雄に次ぐ歴代3位の速さとなった。
6月29日、ヤフオクドームにて試合前に名球会入りのセレモニーが開かれ、日本プロ野球名球会顧問の王貞治から名球会のブレザーが贈られた。
しかし、2000安打達成後は4月に受けた右膝死球による右膝痛に加え、5月に左足くるぶしへ自打球を受け離脱、8月には疲労性の体調不良で再度離脱するなどケガにも苦しみ、シーズン全体では71試合の出場で打率.242、得点圏打率は.194に留まるなど、前年の成績をさらに下回る不本意なシーズンとなった。
2019年からチームの主将制度が廃止され、ユニフォームから「C」マークが外されることになった。また、球場の電光掲示板に表示される登録名をフルネームの「内川聖一」に変更し、心機一転を図った。これに伴い、背ネームも「UCHIKAWA」から「S.UCHIKAWA」に変更された。春季キャンプ中の2月13日に第3子となる男児が誕生した。シーズンでは、3年ぶりに規定打席に到達したものの、打率は.256に留まり、得点圏打率は2年連続.194、特に満塁の場面で11打数無安打に終わるなどし、チームもペナントレースでは2年連続の2位に終わったが、前年同様クライマックスシリーズを突破し球団史上初の日本一3連覇に輝いた。また、一塁手としてNPB史上2人目、パ・リーグでは初の守備率10割（無失策）を記録し、自身初となるゴールデングラブ賞に輝いた。プロ19年目・37歳での初受賞は最高齢記録かつ最遅記録である。オフに、野球協約の減額制限（年俸1億円超は40%）に近い1億5000万円減の推定年俸2億5000万円で契約を更改した。
2020年、開幕前の練習試合で21打数1安打と大不振で、自身17年ぶりの二軍スタートとなった。二軍では42試合に出場して通算.327の高打率を残しながらも一軍に昇格できず、結果プロ入り後初めてシーズンを通して一軍不出場に終わった。10月28日、翌年の戦力構想から外れていると自ら判断し、現役続行を模索して同日までに球団へ退団の意向を申し入れ、11月1日、タマホームスタジアム筑後で開催された二軍戦の試合後、チームを代表して観客に謝辞を述べた際、「僕が福岡ソフトバンクホークスのユニホームを着るのは今日で最後になります」と発言、11月2日、球団公式サイトで正式に退団が発表された。

### ヤクルト時代

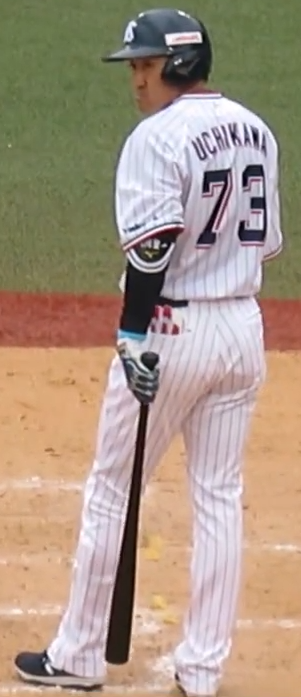
ヤクルト時代(2021年)

ソフトバンク退団後に東京ヤクルトスワローズが獲得に乗り出し、2020年12月8日に内川と契約を締結することを発表した。背番号は同世代の田中浩康が現役時代に着けていた「7」で、推定年俸は2億円減となる5000万円。ヤクルトを選んだ決め手としては横浜時代に指導を受けた杉村繁一軍打撃コーチがいることと、自身の打撃の参考にもなる青木宣親、山田哲人がいることを挙げた。
2021年、開幕戦には「5番・一塁」で先発出場し、7月9日の対広島戦（明治神宮野球場）ではヘロニモ・フランスアから移籍後初となるサヨナラ適時打を放った。ソフトバンク時代から5年連続での出場となった2021年の日本シリーズでは、代打で2試合に出場。シリーズをヤクルトが制したことにより、2017～2020年のソフトバンク4連覇と合わせて日本シリーズ「1人5連覇」を果たした。
2022年、7月に新型コロナウイルス陽性判定を受けた主力選手が大量に離脱したことで一軍に緊急昇格し、同14日の対中日戦（バンテリンドームナゴヤ）で「3番・左翼手」として先発し今季初出場。公式戦では2015年10月5日の対楽天戦以来約7年ぶりとなる外野手としてのスタメン出場となった（外野守備自体は2017年以来5年ぶり）。しかし、14打数3安打と目立った活躍を残すことはできず、21日に登録を抹消された。
9月28日、2022年シーズン限りでのNPBからの引退を発表。
10月3日、同年限りで引退する坂口智隆・嶋基宏とともに引退セレモニーが行われ、工藤公康ソフトバンクホークス前監督から花束を受け取った。

### NPB退団後
12月3日、出身地の大分県を本拠とする九州アジアリーグの大分B-リングスに入団の予定と複数のメディアが報じた。同日、内川は自身が主催する学童軟式野球大会に出席した際に大分入りを表明、同日大分球団主催の入団記者会見にも出席した。背番号は24。大分を現役最後の球団とする意向で、関東を拠点にトレーニングをおこない、試合出場は大分県でのホーム戦が中心になると報じられている。
2023年3月18日、大分の開幕戦となる対火の国サラマンダーズ戦（藤崎台県営野球場）に「3番・指名打者」で先発出場し、決勝となる本塁打を含む5打数2安打4打点の結果だった。
9月21日に自身のInstagramで2度目の現役引退を発表。プロ野球選手としてのキャリアを完全に終えることを明らかにした。3日後の24日に引退試合（対火の国サラマンダーズ戦）が開催され、3番・指名打者で先発出場し、第3打席で現役最後の安打となるセンター前ヒットを放ち、現役最終打席となった第4打席では相手の好守に阻まれ遊併殺を記録した(シーズンを通しての最終成績は208打席 打率.353 2本 38打点 OPS.925)。引退セレモニーでは同じ大分県出身で、2011年から2017年まで選手・コーチの間柄であった鳥越裕介から花束を贈呈され涙を流し、スピーチでは 「命を削って戦ってきたプロ野球人生が今日で終わりというのはすごく寂しい気持ちと同時にホッとしているのが正直な気持ち」 「ここまで頑張ってきたから野球の神様は最後にホームランでも打たせてくれて、かっこよく辞められるんじゃないかと思ったんですけど、最後の最後まで野球は難しいと思いました。打てなくて悔しくて、負けて悔しくて、本当に最後まで野球にいろんなことを教わったと思います」と語った。
シーズン終了後の10月11日に、引退がリーグより公示された。
内川の引退によってマルハ時代の横浜ベイスターズに在籍した選手が全員引退した。
2024年2月14日、MLBのシカゴ・カブス春季キャンプ臨時打撃コーチとして招聘された。カブスにはNPB時代晩年に自主トレーニングを共にしたこともある鈴木誠也が在籍している。

## 選手としての特徴

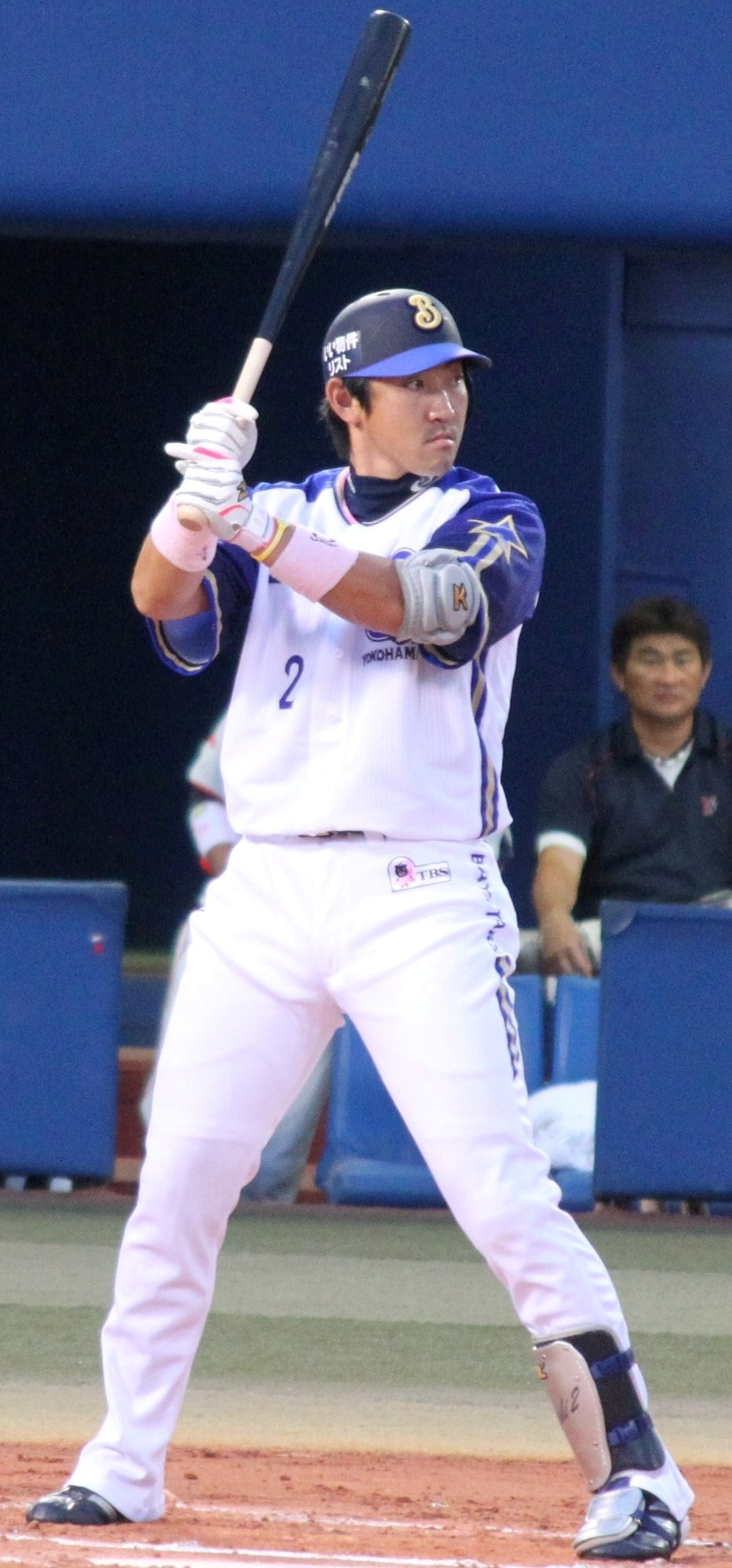
打席での内川（2010年）

### 打撃
早打ち型で三振と四球はともに少ないが、基準違反統一球が導入されていた2011年から2012年のリーグ最高通算打率.317を誇っている。元々は球を前で捌く打撃に自信を持っていたが、当時横浜の一軍打撃コーチであった杉村繁から、球を体の近くまで引き付けて打つようアドバイスされる。杉村との特訓による打撃改造が実って広角にヒットを量産するようになり、2008年に初めて首位打者のタイトルを獲得した。また、和田一浩がキャンプ中はカーブマシンしか打たないと聞いて、「遅いボールを強く打つということがどれだけ大変なのかが改めてわかった」とコメントしている。
首位打者を獲得した2008年から2010年までの対左打率.356と左投手に強く、統一球導入後も通算打率.318と左右の違いを苦にしていない。特に首位打者を獲得した2008年には対左打率.439を残し、2009年のWBCでは日本代表監督の原辰徳にこの点が評価され、左投手の先発試合では積極的に6番で起用された。
2018年5月9日の2000安打達成時点で右方向への安打が580本と29%を占める。

### 守備・走塁
右打者ながら一塁到達まで4.20秒と平均以上の脚力を備えている。
外野守備ではライト線近くの打球に弱く、右翼手での守備範囲は平均を下回るが、左翼守備では2012年にUZR3.5と平均を上回る数値を記録した。内野守備ではフィールディングは悪くないが、イップスのため短い距離の送球ができないこともあり、スローイングに難があると評されるも、外野守備でのスローイングは比較的安定している。
2019年シーズンは一塁手として130試合に出場し、1094度の守備機会で無失策。一塁手の守備率10割を記録したのはパ・リーグでは内川が初めてで、NPB全体を通しても2018年のホセ・ロペスに次いで2人目である。同年オフに、NPB史上最遅記録となる19年目でのゴールデングラブ賞初受賞を果たしている。

### 評価
メジャーのスカウトからは前述の第2回WBCでの好送球とバットスピードが速い点から「ジェイソン・ワースを思わせる」と評価された。

## 人物
- 愛称は「ウッチー」[91]。横浜時代にはスポーツ紙などで「アゴジラ」という愛称がつけられたこともあったが、内川は自身にはふさわしくないとしている[1]。
- 父の内川一寛は法政大学野球部出身で、4年生時には東京六大学野球春季リーグでベストナイン（一塁手）に選出されている[92]。その後大分県の国東高校、大分工業高校の野球部監督を歴任しており1993年の第75回全国高等学校野球選手権大会に出場した。内川も大分工業高校では父の指導を仰いだ[8]。Honda熊本硬式野球部・鹿児島ドリームウェーブで監督を務めた内川義久は父のいとこにあたる[93]。
- 弟は地元大分の放送局に勤務する内川洋平で、その妻はアナウンサーの内川(旧姓・後藤)なぎさ。
- シーズンオフには「チーム内川」と称される合同自主トレを行っており、上林誠知らホークスの選手のみならず、球団の垣根を越えて白崎浩之や松本啓二朗、鈴木誠也や小窪哲也、上本崇司など内川を慕う他球団の選手が参加している[94][95]。現在は独り立ちして自身で自主トレを行っているが、過去には今宮健太も参加していた[96]。
- 大相撲の琴奨菊と親交があり、家族ぐるみの付き合いをしている[97]。琴奨菊が度々ホークスの試合を観戦する姿もみられる[98]。
- プロサッカー選手の田中隼磨とは横浜在籍時（田中は横浜F・マリノス在籍時）より親交があり、内川が田中の在籍する松本山雅FCの試合観戦に訪れたり[99][100]、また田中もホークスの宮崎キャンプを訪問する[101]などの交流がある。田中は｢同じプロアスリートとして自分にとって凄く大切な存在｣と評している。
- 横浜時代の個人応援歌（1993年に高木豊の応援歌として制作されたものの流用）は、2010年にリリースされた東京女子流の楽曲「頑張って いつだって 信じてる」のサビに取り入れられており、同グループのメンバーである新井ひとみは、内川が通算2000安打を達成した翌日に自身のTwitterで「内川選手　おめでとうございます　今でも内川選手の応援歌　歌わせていただいています」とツイートしている。[102]
- 2000本安打を達成した選手としては遅咲きの選手であり、初めて規定打席に到達したのは8年目の2008年だった[103]。
- WBCについては「僕の人生を変えてくれた」と語るほど思い入れがあり、野球人生を変える一因にもなった。[104][105]
- WBCやソフトバンクで着用した背番号「24」は、少年野球で初めてもらった背番号であり[73]、地元の大分でその番号を着用して引退した。

## 詳細情報

### 年度別打撃成績
| 年 度      | 球 団        | 試 合 | 打 席 | 打 数 | 得 点 | 安 打 | 二 塁 打 | 三 塁 打 | 本 塁 打 | 塁 打 | 打 点 | 盗 塁 | 盗 塁 死 | 犠 打 | 犠 飛 | 四 球 | 敬 遠 | 死 球 | 三 振 | 併 殺 打 | 打 率 | 出 塁 率 | 長 打 率 | O P S |
| ---------- | ------------ | ----- | ----- | ----- | ----- | ----- | -------- | -------- | -------- | ----- | ----- | ----- | -------- | ----- | ----- | ----- | ----- | ----- | ----- | -------- | ----- | -------- | -------- | ----- |
| 2001       | 横浜         | 3     | 2     | 2     | 1     | 0     | 0        | 0        | 0        | 0     | 0     | 0     | 0        | 0     | 0     | 0     | 0     | 0     | 0     | 0        | .000  | .000     | .000     | .000  |
| 2002       | 横浜         | 42    | 73    | 66    | 11    | 22    | 4        | 1        | 2        | 34    | 7     | 0     | 0        | 3     | 0     | 4     | 1     | 0     | 13    | 1        | .333  | .371     | .515     | .887  |
| 2003       | 横浜         | 45    | 161   | 150   | 20    | 47    | 5        | 0        | 4        | 64    | 18    | 4     | 4        | 6     | 0     | 5     | 0     | 0     | 13    | 1        | .313  | .335     | .427     | .762  |
| 2004       | 横浜         | 94    | 369   | 338   | 55    | 97    | 11       | 1        | 17       | 161   | 45    | 2     | 7        | 12    | 1     | 18    | 0     | 0     | 42    | 7        | .287  | .322     | .476     | .798  |
| 2005       | 横浜         | 90    | 262   | 234   | 33    | 64    | 11       | 0        | 5        | 90    | 23    | 1     | 1        | 6     | 1     | 19    | 1     | 2     | 36    | 10       | .274  | .332     | .385     | .717  |
| 2006       | 横浜         | 124   | 439   | 402   | 41    | 115   | 15       | 2        | 4        | 146   | 34    | 8     | 3        | 7     | 3     | 22    | 0     | 5     | 64    | 9        | .286  | .329     | .363     | .692  |
| 2007       | 横浜         | 92    | 274   | 247   | 24    | 69    | 17       | 3        | 7        | 113   | 29    | 3     | 4        | 4     | 1     | 16    | 0     | 6     | 37    | 9        | .279  | .337     | .457     | .795  |
| 2008       | 横浜         | 135   | 544   | 500   | 83    | 189   | 37       | 1        | 14       | 270   | 67    | 2     | 3        | 5     | 4     | 31    | 1     | 4     | 49    | 7        | .378  | .416     | .540     | .956  |
| 2009       | 横浜         | 132   | 552   | 503   | 65    | 160   | 32       | 2        | 17       | 247   | 66    | 1     | 5        | 2     | 4     | 42    | 5     | 1     | 56    | 16       | .318  | .369     | .491     | .860  |
| 2010       | 横浜         | 144   | 637   | 577   | 75    | 182   | 36       | 4        | 9        | 253   | 66    | 1     | 2        | 3     | 4     | 47    | 1     | 6     | 51    | 17       | .315  | .371     | .438     | .809  |
| 2011       | ソフトバンク | 114   | 463   | 429   | 48    | 145   | 21       | 3        | 12       | 208   | 74    | 4     | 0        | 0     | 7     | 25    | 1     | 2     | 48    | 3        | .338  | .371     | .485     | .856  |
| 2012       | ソフトバンク | 138   | 567   | 523   | 44    | 157   | 21       | 3        | 7        | 205   | 53    | 6     | 4        | 0     | 7     | 31    | 6     | 6     | 36    | 12       | .300  | .342     | .392     | .734  |
| 2013       | ソフトバンク | 144   | 633   | 570   | 76    | 180   | 33       | 1        | 19       | 272   | 92    | 1     | 0        | 0     | 5     | 46    | 0     | 12    | 47    | 23       | .316  | .376     | .477     | .853  |
| 2014       | ソフトバンク | 122   | 534   | 488   | 50    | 150   | 26       | 1        | 18       | 232   | 74    | 0     | 0        | 0     | 7     | 34    | 6     | 5     | 48    | 5        | .307  | .354     | .475     | .829  |
| 2015       | ソフトバンク | 136   | 585   | 529   | 60    | 150   | 24       | 1        | 11       | 209   | 82    | 1     | 0        | 0     | 7     | 45    | 2     | 4     | 55    | 24       | .284  | .340     | .395     | .735  |
| 2016       | ソフトバンク | 141   | 605   | 556   | 62    | 169   | 19       | 0        | 18       | 242   | 106   | 3     | 2        | 0     | 9     | 38    | 2     | 2     | 53    | 27       | .304  | .345     | .435     | .781  |
| 2017       | ソフトバンク | 73    | 300   | 266   | 31    | 79    | 13       | 0        | 12       | 128   | 50    | 0     | 1        | 0     | 2     | 32    | 0     | 0     | 26    | 9        | .297  | .370     | .481     | .851  |
| 2018       | ソフトバンク | 71    | 296   | 281   | 27    | 68    | 11       | 0        | 8        | 103   | 30    | 1     | 1        | 0     | 3     | 9     | 0     | 3     | 32    | 6        | .242  | .270     | .367     | .637  |
| 2019       | ソフトバンク | 137   | 535   | 500   | 49    | 128   | 21       | 0        | 12       | 185   | 41    | 3     | 0        | 1     | 4     | 28    | 4     | 2     | 49    | 16       | .256  | .296     | .370     | .666  |
| 2021       | ヤクルト     | 38    | 56    | 53    | 3     | 11    | 1        | 0        | 0        | 12    | 2     | 0     | 0        | 0     | 0     | 2     | 1     | 1     | 12    | 3        | .208  | .250     | .226     | .476  |
| 2022       | ヤクルト     | 7     | 17    | 16    | 2     | 4     | 2        | 0        | 0        | 6     | 1     | 0     | 0        | 0     | 0     | 1     | 0     | 0     | 2     | 0        | .250  | .294     | .375     | .669  |
| 通算：21年 | 通算：21年   | 2022  | 7904  | 7230  | 860   | 2186  | 360      | 23       | 196      | 3180  | 960   | 41    | 37       | 49    | 69    | 495   | 31    | 61    | 769   | 205      | .302  | .349     | .440     | .789  |

- 各年度の太字はリーグ最高

### WBCでの打撃成績
| 年 度 | 代 表 | 試 合 | 打 席 | 打 数 | 得 点 | 安 打 | 二 塁 打 | 三 塁 打 | 本 塁 打 | 塁 打 | 打 点 | 盗 塁 | 盗 塁 死 | 犠 打 | 犠 飛 | 四 球 | 敬 遠 | 死 球 | 三 振 | 併 殺 打 | 打 率 | 出 塁 率 | 長 打 率 |
| ----- | ----- | ----- | ----- | ----- | ----- | ----- | -------- | -------- | -------- | ----- | ----- | ----- | -------- | ----- | ----- | ----- | ----- | ----- | ----- | -------- | ----- | -------- | -------- |
| 2009  | 日本  | 6     | 20    | 18    | 3     | 6     | 1        | 0        | 1        | 10    | 4     | 0     | 1        | 0     | 0     | 2     | 0     | 0     | 1     | 1        | .333  | .400     | .556     |
| 2013  | 日本  | 6     | 25    | 23    | 4     | 8     | 0        | 1        | 1        | 13    | 4     | 1     | 2        | 0     | 0     | 1     | 0     | 1     | 3     | 1        | .348  | .400     | .565     |
| 2017  | 日本  | 6     | 10    | 8     | 1     | 3     | 2        | 0        | 0        | 5     | 3     | 0     | 0        | 0     | 1     | 2     | 0     | 0     | 1     | 0        | .375  | .455     | .625     |

### 年度別守備成績
内野守備
| 2001 | 横浜         | -   | -    | -   | -  | -   | -     | -   | -   | -   | -  | -   | -     | -  | - | -  | - | - | -     | 2  | 0  | 3  | 0 | 0 | 1.000 |   |   |   |   |   |   |   |   |   |   |   |   |   |   |   |   |   |   |   |   |   |   |   |   |   |   |   |   |   |   |   |   |   |   |   |   |   |   |   |   |   |   |   |   |   |   |   |   |   |   |   |   |   |   |   |   |   |   |   |   |   |   |   |   |   |   |   |   |   |   |
| 2002 | 横浜         | -   | -    | -   | -  | -   | -     | 16  | 34  | 32  | 1  | 9   | .985  | 2  | 0 | 1  | 0 | 0 | 1.000 | 2  | 0  | 1  | 0 | 1 | 1.000 |   |   |   |   |   |   |   |   |   |   |   |   |   |   |   |   |   |   |   |   |   |   |   |   |   |   |   |   |   |   |   |   |   |   |   |   |   |   |   |   |   |   |   |   |   |   |   |   |   |   |   |   |   |   |   |   |   |   |   |   |   |   |   |   |   |   |   |   |   |   |
| 2003 | 横浜         | 1   | 3    | 0   | 0  | 0   | 1.000 | 24  | 49  | 63  | 4  | 11  | .966  | -  | - | -  | - | - | -     | 18 | 28 | 60 | 5 | 7 | .946  |   |   |   |   |   |   |   |   |   |   |   |   |   |   |   |   |   |   |   |   |   |   |   |   |   |   |   |   |   |   |   |   |   |   |   |   |   |   |   |   |   |   |   |   |   |   |   |   |   |   |   |   |   |   |   |   |   |   |   |   |   |   |   |   |   |   |   |   |   |   |
| 2004 | 横浜         | -   | -    | -   | -  | -   | -     | 82  | 196 | 274 | 10 | 56  | .979  | -  | - | -  | - | - | -     | 9  | 5  | 14 | 2 | 2 | .905  |   |   |   |   |   |   |   |   |   |   |   |   |   |   |   |   |   |   |   |   |   |   |   |   |   |   |   |   |   |   |   |   |   |   |   |   |   |   |   |   |   |   |   |   |   |   |   |   |   |   |   |   |   |   |   |   |   |   |   |   |   |   |   |   |   |   |   |   |   |   |
| 2005 | 横浜         | 4   | 6    | 1   | 0  | 0   | 1.000 | 1   | 0   | 1   | 0  | 0   | 1.000 | 9  | 4 | 10 | 1 | 1 | .933  | -  | -  | -  | - | - | -     |   |   |   |   |   |   |   |   |   |   |   |   |   |   |   |   |   |   |   |   |   |   |   |   |   |   |   |   |   |   |   |   |   |   |   |   |   |   |   |   |   |   |   |   |   |   |   |   |   |   |   |   |   |   |   |   |   |   |   |   |   |   |   |   |   |   |   |   |   |   |
| 2006 | 横浜         | 43  | 328  | 14  | 1  | 27  | .997  | 60  | 128 | 174 | 10 | 37  | .968  | 1  | 0 | 3  | 0 | 0 | 1.000 | -  | -  | -  | - | - | -     |   |   |   |   |   |   |   |   |   |   |   |   |   |   |   |   |   |   |   |   |   |   |   |   |   |   |   |   |   |   |   |   |   |   |   |   |   |   |   |   |   |   |   |   |   |   |   |   |   |   |   |   |   |   |   |   |   |   |   |   |   |   |   |   |   |   |   |   |   |   |
| 2007 | 横浜         | -   | -    | -   | -  | -   | -     | -   | -   | -   | -  | -   | -     | -  | - | -  | - | - | -     | -  | -  | -  | - | - | -     | - | - | - | - | - | - | - | - | - | - | - | - | - | - | - | - | - | - | - | - | - | - | - | - | - | - | - | - | - | - | - | - | - | - | - | - | - | - | - | - | - | - | - | - | - | - | - | - | - | - | - | - | - | - | - | - | - | - | - | - | - | - | - | - | - | - | - | - | - | - |
| 2008 | 横浜         | 119 | 1094 | 75  | 5  | 96  | .996  | -   | -   | -   | -  | -   | -     | -  | - | -  | - | - | -     | -  | -  | -  | - | - | -     |   |   |   |   |   |   |   |   |   |   |   |   |   |   |   |   |   |   |   |   |   |   |   |   |   |   |   |   |   |   |   |   |   |   |   |   |   |   |   |   |   |   |   |   |   |   |   |   |   |   |   |   |   |   |   |   |   |   |   |   |   |   |   |   |   |   |   |   |   |   |
| 2009 | 横浜         | -   | -    | -   | -  | -   | -     | -   | -   | -   | -  | -   | -     | -  | - | -  | - | - | -     | -  | -  | -  | - | - | -     |   |   |   |   |   |   |   |   |   |   |   |   |   |   |   |   |   |   |   |   |   |   |   |   |   |   |   |   |   |   |   |   |   |   |   |   |   |   |   |   |   |   |   |   |   |   |   |   |   |   |   |   |   |   |   |   |   |   |   |   |   |   |   |   |   |   |   |   |   |   |
| 2010 | 横浜         | 73  | 651  | 38  | 4  | 47  | .994  | -   | -   | -   | -  | -   | -     | -  | - | -  | - | - | -     | -  | -  | -  | - | - | -     |   |   |   |   |   |   |   |   |   |   |   |   |   |   |   |   |   |   |   |   |   |   |   |   |   |   |   |   |   |   |   |   |   |   |   |   |   |   |   |   |   |   |   |   |   |   |   |   |   |   |   |   |   |   |   |   |   |   |   |   |   |   |   |   |   |   |   |   |   |   |
| 2011 | ソフトバンク | -   | -    | -   | -  | -   | -     | -   | -   | -   | -  | -   | -     | -  | - | -  | - | - | -     | -  | -  | -  | - | - | -     |   |   |   |   |   |   |   |   |   |   |   |   |   |   |   |   |   |   |   |   |   |   |   |   |   |   |   |   |   |   |   |   |   |   |   |   |   |   |   |   |   |   |   |   |   |   |   |   |   |   |   |   |   |   |   |   |   |   |   |   |   |   |   |   |   |   |   |   |   |   |
| 2012 | ソフトバンク | -   | -    | -   | -  | -   | -     | -   | -   | -   | -  | -   | -     | -  | - | -  | - | - | -     | -  | -  | -  | - | - | -     |   |   |   |   |   |   |   |   |   |   |   |   |   |   |   |   |   |   |   |   |   |   |   |   |   |   |   |   |   |   |   |   |   |   |   |   |   |   |   |   |   |   |   |   |   |   |   |   |   |   |   |   |   |   |   |   |   |   |   |   |   |   |   |   |   |   |   |   |   |   |
| 2013 | ソフトバンク | -   | -    | -   | -  | -   | -     | -   | -   | -   | -  | -   | -     | -  | - | -  | - | - | -     | -  | -  | -  | - | - | -     |   |   |   |   |   |   |   |   |   |   |   |   |   |   |   |   |   |   |   |   |   |   |   |   |   |   |   |   |   |   |   |   |   |   |   |   |   |   |   |   |   |   |   |   |   |   |   |   |   |   |   |   |   |   |   |   |   |   |   |   |   |   |   |   |   |   |   |   |   |   |
| 2014 | ソフトバンク | -   | -    | -   | -  | -   | -     | -   | -   | -   | -  | -   | -     | -  | - | -  | - | - | -     | -  | -  | -  | - | - | -     |   |   |   |   |   |   |   |   |   |   |   |   |   |   |   |   |   |   |   |   |   |   |   |   |   |   |   |   |   |   |   |   |   |   |   |   |   |   |   |   |   |   |   |   |   |   |   |   |   |   |   |   |   |   |   |   |   |   |   |   |   |   |   |   |   |   |   |   |   |   |
| 2015 | ソフトバンク | 3   | 13   | 0   | 0  | 0   | 1.000 | -   | -   | -   | -  | -   | -     | -  | - | -  | - | - | -     | -  | -  | -  | - | - | -     |   |   |   |   |   |   |   |   |   |   |   |   |   |   |   |   |   |   |   |   |   |   |   |   |   |   |   |   |   |   |   |   |   |   |   |   |   |   |   |   |   |   |   |   |   |   |   |   |   |   |   |   |   |   |   |   |   |   |   |   |   |   |   |   |   |   |   |   |   |   |
| 2016 | ソフトバンク | 114 | 908  | 82  | 6  | 68  | .994  | -   | -   | -   | -  | -   | -     | -  | - | -  | - | - | -     | -  | -  | -  | - | - | -     |   |   |   |   |   |   |   |   |   |   |   |   |   |   |   |   |   |   |   |   |   |   |   |   |   |   |   |   |   |   |   |   |   |   |   |   |   |   |   |   |   |   |   |   |   |   |   |   |   |   |   |   |   |   |   |   |   |   |   |   |   |   |   |   |   |   |   |   |   |   |
| 2017 | ソフトバンク | 72  | 527  | 36  | 2  | 38  | .996  | -   | -   | -   | -  | -   | -     | -  | - | -  | - | - | -     | -  | -  | -  | - | - | -     |   |   |   |   |   |   |   |   |   |   |   |   |   |   |   |   |   |   |   |   |   |   |   |   |   |   |   |   |   |   |   |   |   |   |   |   |   |   |   |   |   |   |   |   |   |   |   |   |   |   |   |   |   |   |   |   |   |   |   |   |   |   |   |   |   |   |   |   |   |   |
| 2018 | ソフトバンク | 71  | 582  | 37  | 3  | 37  | .995  | -   | -   | -   | -  | -   | -     | -  | - | -  | - | - | -     | -  | -  | -  | - | - | -     |   |   |   |   |   |   |   |   |   |   |   |   |   |   |   |   |   |   |   |   |   |   |   |   |   |   |   |   |   |   |   |   |   |   |   |   |   |   |   |   |   |   |   |   |   |   |   |   |   |   |   |   |   |   |   |   |   |   |   |   |   |   |   |   |   |   |   |   |   |   |
| 2019 | ソフトバンク | 130 | 1001 | 93  | 0  | 79  | 1.000 | -   | -   | -   | -  | -   | -     | -  | - | -  | - | - | -     | -  | -  | -  | - | - | -     |   |   |   |   |   |   |   |   |   |   |   |   |   |   |   |   |   |   |   |   |   |   |   |   |   |   |   |   |   |   |   |   |   |   |   |   |   |   |   |   |   |   |   |   |   |   |   |   |   |   |   |   |   |   |   |   |   |   |   |   |   |   |   |   |   |   |   |   |   |   |
| 2021 | ヤクルト     | 5   | 32   | 2   | 1  | 3   | .971  | -   | -   | -   | -  | -   | -     | -  | - | -  | - | - | -     | -  | -  | -  | - | - | -     |   |   |   |   |   |   |   |   |   |   |   |   |   |   |   |   |   |   |   |   |   |   |   |   |   |   |   |   |   |   |   |   |   |   |   |   |   |   |   |   |   |   |   |   |   |   |   |   |   |   |   |   |   |   |   |   |   |   |   |   |   |   |   |   |   |   |   |   |   |   |
| 2022 | ヤクルト     | 1   | 2    | 0   | 0  | 0   | 1.000 | -   | -   | -   | -  | -   | -     | -  | - | -  | - | - | -     | -  | -  | -  | - | - | -     |   |   |   |   |   |   |   |   |   |   |   |   |   |   |   |   |   |   |   |   |   |   |   |   |   |   |   |   |   |   |   |   |   |   |   |   |   |   |   |   |   |   |   |   |   |   |   |   |   |   |   |   |   |   |   |   |   |   |   |   |   |   |   |   |   |   |   |   |   |   |
| 通算 | 通算         | 636 | 5147 | 378 | 22 | 395 | .996  | 183 | 407 | 544 | 25 | 113 | .974  | 12 | 4 | 14 | 1 | 1 | .947  | 31 | 33 | 78 | 7 | 9 | .940  |   |   |   |   |   |   |   |   |   |   |   |   |   |   |   |   |   |   |   |   |   |   |   |   |   |   |   |   |   |   |   |   |   |   |   |   |   |   |   |   |   |   |   |   |   |   |   |   |   |   |   |   |   |   |   |   |   |   |   |   |   |   |   |   |   |   |   |   |   |   |

外野守備
| 年 度 | 球 団        | 外野  | 外野  | 外野  | 外野  | 外野  | 外野     |
| 年 度 | 球 団        | 試 合 | 刺 殺 | 補 殺 | 失 策 | 併 殺 | 守 備 率 |
| ----- | ------------ | ----- | ----- | ----- | ----- | ----- | -------- |
| 2005  | 横浜         | 59    | 78    | 0     | 1     | 0     | .987     |
| 2006  | 横浜         | 12    | 13    | 1     | 0     | 0     | 1.000    |
| 2007  | 横浜         | 79    | 119   | 1     | 2     | 0     | .984     |
| 2008  | 横浜         | 11    | 12    | 0     | 0     | 0     | 1.000    |
| 2009  | 横浜         | 130   | 216   | 1     | 3     | 1     | .986     |
| 2010  | 横浜         | 72    | 127   | 6     | 0     | 2     | 1.000    |
| 2011  | ソフトバンク | 88    | 126   | 3     | 0     | 1     | 1.000    |
| 2012  | ソフトバンク | 136   | 236   | 7     | 1     | 2     | .996     |
| 2013  | ソフトバンク | 106   | 170   | 7     | 0     | 1     | 1.000    |
| 2014  | ソフトバンク | 63    | 102   | 0     | 0     | 0     | 1.000    |
| 2015  | ソフトバンク | 114   | 182   | 4     | 3     | 2     | .984     |
| 2017  | ソフトバンク | 2     | 0     | 0     | 0     | 0     | .000     |
| 2022  | ヤクルト     | 4     | 2     | 1     | 0     | 0     | 1.000    |
| 通算  | 通算         | 876   | 1383  | 33    | 10    | 9     | .993     |

- 各年度の太字はリーグ最高、赤太字はNPBでの歴代最高
- 太字年はゴールデングラブ賞受賞年

### タイトル
- 首位打者：2回（2008年、2011年） ※両リーグでの首位打者は江藤慎一以来、史上2人目[106]
- 最高出塁率：1回（2008年）
- 最多安打：2回（2008年、2012年）※両リーグでの最多安打は張本勲以来、史上2人目

### 表彰
- 最優秀選手：1回（2011年）
- ベストナイン：5回（一塁手部門：2008年　外野手部門：2009年、2011年 - 2013年）
- ゴールデングラブ賞：1回（一塁手部門：2019年）
- セ・リーグ会長特別賞：1回（2008年、右打者史上最高打率に対しての表彰）
- 月間MVP：5回（野手部門：2008年8月、2011年4月、2013年8月、2014年7月、2016年9月）
- セ・リーグ 連盟特別表彰：1回（セ・パ両リーグ功労賞：2022年）
- 「ジョージア魂」賞：2回（2011年度第12回、2013年度第8回）
- オールスターゲームMVP：2回（2013年 第3戦、2017年 第1戦）
- オールスターゲーム・ベストバッター賞：1回（2008年 第2戦[注 6]）
- オールスターゲーム マツダ ビアンテ賞：1回（2008年）
- セ・パ交流戦 最優秀選手賞（MVP）：1回（2011年）
- クライマックスシリーズMVP：3回（2011年、2015年、2017年）
- 日本シリーズMVP：1回（2014年）
- 日本シリーズ優秀選手：1回（2017年）
- 日本シリーズ特別賞
  - みんなで選ぶコナミ賞：1回（2011年）
  - ドリームナイン賞：1回（2011年）
  - BASEBALL HEROES賞：1回（2011年）
- パ・リーグ特別表彰：1回（2011年：史上2人目となるセ、パ両リーグで首位打者を獲得）
- 報知プロスポーツ大賞：1回（2011年）
- 日本プロスポーツ大賞 功労賞：1回（2011年）[107]
- ヤナセ・福岡ソフトバンクホークスMVP賞：1回（2012年）[108]
- 大分市民栄誉賞（2008年）

### 記録
初記録
- 初出場：2001年3月30日、対ヤクルトスワローズ1回戦（横浜スタジアム）、9回裏にジョン・ズーバーの代走で出場
- 初打席：2001年10月7日、対ヤクルトスワローズ27回戦（横浜スタジアム）、6回裏に前田浩継から投手ゴロ
- 初安打：2002年4月24日、対中日ドラゴンズ5回戦（札幌ドーム）、9回裏にエディ・ギャラードから右前安打[109]
- 初先発出場：2002年5月3日、対読売ジャイアンツ7回戦（横浜スタジアム）、7番・二塁手で先発出場
- 初本塁打・初打点：2002年7月7日、対中日ドラゴンズ15回戦（石川県立野球場）、5回表に山井大介から左越ソロ[110]
- 初盗塁：2003年6月8日、対読売ジャイアンツ14回戦（横浜スタジアム）、3回裏に二盗（投手：工藤公康、捕手：村田善則）

節目の記録
- 1000安打：2011年6月9日、対読売ジャイアンツ4回戦（福岡Yahoo! JAPANドーム）、6回裏に東野峻から右前安打 ※史上265人目[109]
- 1000試合出場：2011年9月25日、対東北楽天ゴールデンイーグルス24回戦（日本製紙クリネックススタジアム宮城）、3番・左翼手で先発出場 ※史上446人目[111]
- 100本塁打：2013年4月29日、対千葉ロッテマリーンズ6回戦（QVCマリンフィールド）、1回表に吉見祐治から中越ソロ ※史上267人目[110]
- 1500安打：2014年7月11日、対北海道日本ハムファイターズ9回戦（札幌ドーム）、1回表に浦野博司から遊撃内野安打 ※史上116人目[112]
- 1500試合出場：2015年7月15日、対北海道日本ハムファイターズ12回戦（帯広の森野球場）、4番・左翼手で先発出場 ※史上184人目[113]
- 150本塁打：2016年4月27日、対オリックス・バファローズ4回戦（京セラドーム大阪）、1回表に東明大貴から左越2ラン ※史上162人目[114]
- 300二塁打：2016年6月30日、対千葉ロッテマリーンズ14回戦（福岡 ヤフオク!ドーム）、1回裏に唐川侑己から右越二塁打 ※史上67人目[115]
- 2000安打：2018年5月9日、対埼玉西武ライオンズ6回戦（メットライフドーム）、8回表に武隈祥太から中前打 ※史上51人目[116]
- 3000塁打：2019年4月21日、対埼玉西武ライオンズ6回戦（メットライフドーム）、6回表に佐野泰雄から中前安打 ※史上58人目[117]
- 350二塁打：2019年7月28日、対オリックス・バファローズ18回戦（福岡 ヤフオク!ドーム）、1回裏に竹安大知から左中間二塁打 ※史上43人目[118]
- 2000試合出場：2021年7月6日、対阪神タイガース13回戦（明治神宮野球場）、9回裏に吉田大喜の代打で出場 ※史上53人目[119]

クライマックスシリーズにおける記録
- 通算54安打 ※歴代1位
- 通算31打点 ※歴代1位
- 通算10本塁打 ※歴代1位
- 通算93塁打 ※歴代1位

いずれも1973〜82年及び2004〜06年にパ・リーグで行われていたプレーオフでの成績を含めても通算1位。
その他の記録
- 3打席連続本塁打：2004年5月18日、対読売ジャイアンツ7回戦（横浜スタジアム）、1回裏・3回裏に木佐貫洋、4回裏にマシュー・ランデルから
- 全球団から本塁打：2011年6月19日、対横浜ベイスターズ4回戦（横浜スタジアム）、5回表に須田幸太から左越ソロ ※史上21人目
- オールスターゲーム出場：6回（2008年、2009年、2011年 - 2013年、2017年）
- レギュラーシーズン、日本シリーズ、オールスターゲームでMVP選出 ※川上哲治、大下弘、福本豊、トーマス・オマリー、古田敦也、松井秀喜に次いで史上7人目

### 背番号
- 25（2001年）
- 2（2002年 - 2010年）
- 24（2011年、2023年、2009年WBC、2013年WBC）
- 1（2012年 - 2020年、2017年WBC）
- 7（2021年 - 2022年）

### 登場曲
- 「Somebody Told Me」ザ・キラーズ（2005年）
- 「Do You Want To」フランツ・フェルディナンド（2006年）
- 「フレンジャー」大塚愛（2006年）
- 「Welcome To The Black Parade」My Chemical Romance（2007年）
- 「BUT」倖田來未（2007年）
- 「NICE DAY feat. BEAT CRUSADERS」RYUKYUDISKO（2007年、2016年）
- 「トコナッツ」ヨースケ@HOME（2008年夏季）
- 「I Don't Wanna Be In Love」Good Charlotte（2008年、2016年）
- 「Take The Dream」Blue Stealer（プロレスラー・佐々木健介の入場曲）（2009年 - 2011年、2015年CS）
- 「虹」ゆず（2009年 - 2010年）
- 「LIFE」キマグレン（2010年）
- 「リメンバー」キマグレン（2010年）
- 「桜」FUNKY MONKEY BABYS（2010年）
- 「He's A Pirate」Klaus Badelt（2011年）
- 「Mr.DJ」DJ OZMA（2011年）
- 「魂 ～spirit～」無限 -MUGEN-（2011年）
- 「INOKI BOM-BA-YE」1.2.3.DA!（2011年）
- 「ひまわり」遊助（2012年 - 2022年）
- 「vs. 〜知覚と快楽の螺旋〜」福山雅治（2012年）
- 「Tubthumping」Chumbawamba（2012年）
- 「タマシイレボリューション」Superfly（2012年）
- 「やさしくなりたい」斉藤和義（2012年8月、当曲を登場曲にしていた松田宣浩の故障離脱後から使用。）
- 「笑顔のまんま」BEGIN with アホナスターズ（2012年 - 2013年）
- 「一笑懸命」遊助（2012年 - 2013年）
- 「め組のひと」ラッツ&スター（2012年 - 2014年）
- 「ひまわりの夢」斉藤和義（2013年）
- 「ファイター」（2013年 - 2014年、「TVQスーパースタジアム」カラーボトルテーマソングでもある。）
- 「いつだって僕らは」いきものがかり（2014年）
- 「英雄」doa（2014年）
- 「ぜったいに誰も」ZYYG（2014年）
- 「愛して笑ってうれしくて涙して」DREAMS COME TRUE（2015年）
- 「ファイトソング」嵐（2015年）
- 「Oro De Ley」Luis Miguel（2015年）※北斗晶入場テーマ
- 「太陽」ケツメイシ（2017年 - 2018年）
- 「ワタリドリ」［Alexandros］（2017年 - 2018年）
- 「24K Magic」Bruno Mars（2018年）
- 「C.h.a.o.s.m.y.t.h.」ONE OK ROCK（2018年）
- 「欲望に満ちた青年団」ONE OK ROCK（2018年）
- 「Mighty Long Fall」ONE OK ROCK（2018年）
- 「Uptown Funk」Mark Ronson（2018年）
- 「AGAIN」DREAMS COME TRUE（2014年 - 2019年）
- 「Fight Song」レイチェル・プラッテン（2019年）
- 「いま、太陽に向かって咲く花」NOBU（2019年）
- 「AHHHHH!」久保田利伸（2019年）

### 代表歴
- 2009 ワールド・ベースボール・クラシック日本代表
- 2013 ワールド・ベースボール・クラシック日本代表
- 2017 ワールド・ベースボール・クラシック日本代表

## 関連情報

### テレビ番組
- すぽると!（2024年3月31日 - 、フジテレビ） - 野球コーナー担当[120]

#### CM
- オフィス アイ プラン（横浜在籍時 大分県の保険代理店）
- 昭和建設
- ふくおかフィナンシャルグループ（福岡銀行、親和銀行、熊本銀行）
- 九電工

### 著書
- 現役プロ野球選手が今一番読みたい技術書 内川聖一のバッティングバイブル（2019年3月26日、ベースボール・マガジン社、ISBN 978-4583625744） - 監修